# Cressa (plante)
Pour les articles homonymes, voir Cressa.
Genre
Synonymes
- Danaia Spence Bate, 1857[2]

Cressa est un genre de plantes de la famille des Convolvulaceae.

## Liste d'espèces
Selon BioLib (22 janvier 2019) et The Plant List (22 janvier 2019) :
- Cressa cretica L.
- Cressa nudicaulis Griseb.
- Cressa truxillensis Kunth

Selon Catalogue of Life (22 janvier 2019) :
- Cressa abyssicola G. O. Sars, 1879
- Cressa bereskini Gurjanova, 1936
- Cressa carinata Stephensen, 1931
- Cressa cristata Myers, 1969
- Cressa dubia (Spence Bate, 1857)
- Cressa jeanjusti Krapp-Schickel, 2005
- Cressa mediterranea Ruffo, 1979
- Cressa minuta Boeck, 1871
- Cressa quinquedentata Stephensen, 1931

Selon GRIN (22 janvier 2019) :
- Cressa spp.
- Cressa truxillensis Kunth

Selon ITIS (22 janvier 2019) :
- Cressa nudicaulis Griseb.
- Cressa truxillensis Kunth

Selon World Checklist of Selected Plant Families (WCSP) (22 janvier 2019) :
- Cressa australis R.Br. (1810)
- Cressa cretica L. (1753)
- Cressa nudicaulis Griseb. (1879)
- Cressa truxillensis Kunth (1819)

Selon Tropicos (22 janvier 2019) (Attention liste brute contenant possiblement des synonymes) :
- Cressa aphylla A. Heller
- Cressa arabica Forssk.
- Cressa arenaria Willd. ex Roem. & Schult.
- Cressa australis R. Br.
- Cressa cretica L.
- Cressa depressa Goodd.
- Cressa erecta Rydb.
- Cressa indica Retz.
- Cressa insularis House
- Cressa loscosii Trémols
- Cressa minima A. Heller
- Cressa multiflora Willd. ex Roem. & Schult.
- Cressa nudicaulis Griseb.
- Cressa sericea Willd. ex Roem. & Schult.
- Cressa truxillensis Kunth
- Cressa vallicola A. Heller